# Alliance
|  | For den systematiske alliance indenfor biologien, se alliance (biologi). |
En alliance er to eller flere parter der står sammen. Eksempelvis indgik USA, England og Danmark i en alliance i Irak-krigen.
Lande, der således former en alliance benævnes allierede.